# East Ghor Canal
East Ghor Canal är en kanal i Jordanien.   Den ligger i guvernementet Balqa, i den centrala delen av landet, 30 km sydväst om huvudstaden Amman.